# Rumohra madagascarica
Rumohra madagascarica là một loài thực vật có mạch trong họ Dryopteridaceae. Loài này được (Bonap.) Tardieu miêu tả khoa học đầu tiên năm 1956.